# Sugeno Takanori
Takanori Sugeno (sinh ngày 3 tháng 5 năm 1984) là một cầu thủ bóng đá người Nhật Bản.

## Sự nghiệp câu lạc bộ
Takanori Sugeno đã từng chơi cho Yokohama FC, Kashiwa Reysol và Kyoto Sanga FC.